# Bima
För andra betydelser, se Bima (olika betydelser).
Bima är en stad på östra Sumbawa i Indonesien. Den ligger i provinsen Nusa Tenggara Barat och har cirka 170 000 invånare.